# Február 20.
Február 20. az év 51. napja a Gergely-naptár szerint. Az évből még 314 (szökőévekben 315) nap van hátra.
Névnapok: Aladár, Álmos + Amadil, Amáta, Elemér, Leó, Leon, Leona, Lionel, Paula, Pauletta, Paulin, Paulina, Polett, Szilvánusz, Tira, Tíra

## Események

### Politikai események
- 1547 – A londoni Westminsteri apátságban Anglia királyává koronázzák VI. Edwardot.
- 1848 – Londonban megjelenik Karl Marx: Kommunista kiáltvány című röpirata.

### Tudományos és gazdasági események
- 1915 – Megjelenik a piacon a Fővárosi Serfőző Rt. új terméke, a Hősök söre.
- 1962 – John Glenn az első amerikai űrhajós, megkerüli a Földet.
- 1999 – A Szojuz TM–29 űrhajóval elindul az első szlovák űrhajós, Ivan Bella.

### Kulturális események
- 1938 – Svájcban népszavazással arról döntenek, hogy a rétoromán legyen a nemzet negyedik hivatalos nyelve.
- 2008 – A Pipázás Nemzetközi Napja.[1]
- 2018 – Az Országgyűlés – a 2018. évi I. törvénnyel – január 13-át a Vallásszabadság Napjává nyilvánítja.[2]

#### Irodalmi, színházi és filmes események
- 1897 – Megnyitja kapuit az Óbudai Kisfaludy Színház, Óbuda első, a főváros ötödik állandó színháza.

### Egyéb események
- 1896 – a Washington melletti Reagan Repülőtéren -13 fokot mértek.
- 1943 – a Mexikói-felföldön található Paricutin falu határában, Dionisio Pulido nevű farmer gabonaföldjén kitör a Parícutin tűzhányó.
- 1950 – a New Yorkban fekvő Central Parkban -14 fokot mértek, ami negatív napi hőmérsékleti rekord.
- 1979 – Baltimoreban -15 fokos negatív napi hőmérsékleti rekordot mértek.
- 2015 – a Washington melletti Reagan Repülőtéren -14 fokot mértek, ami új negatív napi hőmérsékleti rekord. Baltimoreban - 17 fokos negatív napi hőmérsékleti rekordot mértek. A New Yorkban fekvő Central Parkban -17 fokot mértek, ami negatív napi hőmérsékleti rekord.[3]

## Születések
- 1698 – Bernardo Tanucci itáliai államférfi († 1783)
- 1796 – Mészáros Lázár honvéd altábornagy, hadügyminiszter († 1858)
- 1821 – Storno Ferenc festőművész, építőművész, restaurátor, műgyűjtő († 1907)
- 1821 – Ráth Károly magyar ügyvéd, Budapest első főpolgármestere († 1897)
- 1821 – Feszl Frigyes magyar műépítész († 1884)
- 1837 – Vass Mátyás tanító, pedagógiai szakíró, tankönyvíró († 1903)
- 1842 – Szentgyörgyi István színész, rendező († 1931)
- 1844 – Munkácsy Mihály magyar festőművész († 1900)
- 1844 – Ludwig Boltzmann osztrák fizikus († 1906)
- 1886 – Kun Béla újságíró, politikus, a magyar Tanácsköztársaság vezetője († 1938)
- 1891 – Pulszky Romola magyar író, táncos († 1978)
- 1894 – Károlyi János magyar színész, rendező, színigazgató († 1970)
- 1898 – Enzo Ferrari olasz versenyautó-tervező, a Ferrari autógyár alapítója († 1988)
- 1904 – Alekszej Nyikolajevics Koszigin orosz kommunista pártaktivista, politikus, 1964–1980-ig a Szovjetunió miniszterelnöke († 1980)
- 1904 – Róna Emmy magyar festő, grafikusművész, illusztrátor, Érdemes Művész († 1988)
- 1906 – Zsofinyecz Mihály magyar politikus, miniszter († 1986)
- 1911 – Énekes István magyar ökölvívó, olimpiai bajnok (1932. légsúly) († 1940)
- 1912 – Pierre Boulle francia író († 1994)
- 1920 – Jevgenyij Fjodorovics Dragunov szovjet fegyvertervező († 1991)
- 1923 – Vay Ilus magyar színésznő († 2008)
- 1925 – Robert Altman amerikai filmrendező († 2006)
- 1927 – Ibrahim Ferrer kubai zenész († 2005)
- 1927 – Sidney Poitier Oscar-díjas amerikai színész, filmrendező († 2022)
- 1927 – Solymosi Ottó a Magyar Rádió vezető rendezője, a Magyar Újságírók Országos Szövetségének tagja († 2024)
- 1932 – Elek Gyula magyar kézilabdázó, az FTC női kézilabda szakosztályának edzője és sportvezetője († 2012)
- 1933 – Juhim Leonyidovics Zvjahilszkij ukrán politikus, 1993–1994 között Ukrajna miniszterelnöke († 2021)
- 1934 – Bobby Unser (Robert William Unser) amerikai autóversenyző († 2021)
- 1934 – Csizmadia László magyar színész, a Kecskeméti Katona József Nemzeti Színház örökös tagja († 2014)
- 1937 – Roger Penske amerikai autóversenyző
- 1940 – Czilczer Olga magyar költőnő
- 1942 – Kristóf Tibor magyar színművész († 2009)
- 1943 – Dániel Vali Aase-díjas magyar színésznő
- 1945 – George Smoot amerikai asztrofizikus és kozmológus
- 1953 – Riccardo Chailly olasz karmester
- 1954 – Patty Hearst (Patricia Campbell Hearst) amerikai milliomosnő, a Hearst sajtókonszern örökösnője
- 1957 – Mario Grech máltai egyházjogász, Gozo katolikus püspöke
- 1958 – Gyöngyössy Zoltán Liszt Ferenc-díjas magyar fuvolaművész, egyetemi tanár († 2011)
- 1958 – Forgács Róbert magyar tanár, drámapedagógus, nyelvmester, világutazó
- 1962 – Masima Maszatosi japán rockzenész, gitáros
- 1966
  - Cindy Crawford amerikai fotómodell
  - George Ciamba román diplomata, miniszter († 2021)
- 1967 – Kurt Cobain amerikai zenész, a Nirvana együttes énekese († 1994)
- 1972 – Pataki Gábor magyar újságíró
- 1974 – Vera Iljina orosz műugrónő
- 1975 – Brian Thomas Littrell amerikai zenész, a Backstreet Boys együttes énekese (1993)
- 1975 – Cservenák Vilmos magyar színész
- 1976 – Johanna Beisteiner osztrák klasszikus gitárművésznő
- 1985 – Mészáros Piroska magyar színésznő
- 1986 – Takács Géza magyar színész
- 1988 – Rihanna barbadosi énekesnő
- 1988 – Ki Bobe dél-koreai íjásznő
- 1989 – Bubba Lewis amerikai színész
- 1990 – Horváth Alexandra magyar színésznő
- 1992 – Túróczy Örs magyar jégkorongozó
- 2000 – Milák Kristóf olimpiai és világbajnok magyar úszó

## Halálozások
- 1431 – V. Márton pápa (* 1368)
- 1513 – János dán király Norvégia és II. János néven Svédország királya a kalmari unió idején, valamint Schleswig és Holstein hercege (* 1455)
- 1695 – Johann Ambrosius Bach német zenész, Johann Sebastian Bach apja (* 1645)
- 1790 – II. József német-római császár, magyar király, a „kalapos király” (* 1741)
- 1859 – Irinyi József, magyar hírlapíró, műfordító, a Márciusi ifjak tagja, az 1848. március 15-én kitört pesti forradalom követeléseit összefoglaló 12 pont ötletadója és első változatának megfogalmazója, országgyűlési képviselő, Irinyi János öccse (* 1822)
- 1871 – Paul Kane ír születésű kanadai festőművész (* 1810)
- 1907 – Henri Moissan Nobel-díjas francia vegyész (* 1852)
- 1920 – Robert Peary amerikai felfedező, sarkutazó (* 1856)
- 1928 – Antonio Abetti olasz mérnök, csillagász (* 1846)
- 1949 – Berde Mária erdélyi magyar író, költő, műfordító (* 1889)
- 1960 – Sir Leonard Woolley brit régész (* 1880)
- 1963 – Fricsay Ferenc magyar karmester (* 1914)
- 1965
  - Lex Davison ausztrál autóversenyző (* 1923)
  - Szabó Zoltán magyar református lelkész, teológiatanár, országgyűlési képviselő (* 1902)
- 1966 – Chester Nimitz amerikai admirális (* 1885)
- 1969 – Ernest Ansermet svájci karmester (* 1883)
- 1973 – Szigeti József magyar hegedűművész (* 1892)
- 1976 – René Cassin Nobel-békedíjas francia jogász, politikus (* 1887)
- 1978 – Lakatos Vince magyar filmrendező, fotográfus, író, érdemes és kiváló művész (* 1907)
- 1994 – Balassa Géza régész, történetíró (* 1914)
- 1996 – Solomon Asch amerikai pszichológus (* 1907)
- 2002 – Both Béla magyar rendező, színművész (* 1910)
- 2005 – Hunter S. Thompson amerikai író, újságíró (* 1937)
- 2009 – Július Nôta szlovák labdarúgó (* 1971)
- 2023 – Lendvai Miklós magyar labdarúgó (* 1975)

## Ünnepek, emléknapok, világnapok
- A mennyei század hőseinek emléknapja Ukrajnában
- A társadalmi igazságosság világnapja[4]
- Pipázók nemzetközi napja[5]